# Оскар Гонсалес Маркос
Оскар Гонсалес Маркос (ісп. Óscar González Marcos, нар. 12 листопада 1982, Саламанка) — іспанський футболіст, що грав на позиції півзахисника.
Виступав, зокрема, за клуби «Реал Сарагоса» та «Реал Вальядолід», а також юнацьку збірну Іспанії.
Володар Суперкубка Іспанії з футболу. Чемпіон Греції. Володар Кубка Греції.

## Клубна кар'єра
Народився 12 листопада 1982 року в місті Саламанка. Вихованець футбольної школи клубу «Реал Вальядолід». Дорослу футбольну кар'єру розпочав 2001 року в основній команді того ж клубу, в якій провів три сезони, взявши участь у 81 матчі чемпіонату. 
Своєю грою за цю команду привернув увагу представників тренерського штабу клубу «Реал Сарагоса», до складу якого приєднався 2004 року. Відіграв за клуб з Сарагоси наступні чотири сезони своєї ігрової кар'єри. Більшість часу, проведеного у складі сарагоського «Реала», був основним гравцем команди.
Протягом 2008—2010 років захищав кольори клубу «Олімпіакос». За цей час виборов титул чемпіона Греції.
У 2010 році повернувся до клубу «Реал Вальядолід», за який відіграв 7 сезонів. Граючи у складі «Вальядоліда» також здебільшого виходив на поле в основному складі команди. Завершив професійну кар'єру футболіста виступами за команду «Реал» (Вальядолід) у 2017 році.

## Виступи за збірну
У 2001 році дебютував у складі юнацької збірної Іспанії (U-18), загалом на юнацькому рівні взяв участь у 5 іграх, відзначившись одним забитим голом.

## Статистика виступів

### Статистика клубних виступів
| Сезон               | Команда           | Ліга | Ігор  | Голів |
| ------------------- | ----------------- | ---- | ----- | ----- |
| 2001–02             | «Реал Вальядолід» | ПД   | 14    | 0     |
| 2002–03             | «Реал Вальядолід» | ПД   | 30    | 3     |
| 2003–04             | «Реал Вальядолід» | ПД   | 37    | 10    |
| 2004–05             | «Реал Сарагоса»   | ПД   | 31    | 6     |
| 2005–06             | «Реал Сарагоса»   | ПД   | 36    | 4     |
| 2006–07             | «Реал Сарагоса»   | ПД   | 30    | 3     |
| 2007–08             | «Реал Сарагоса»   | ПД   | 32    | 2     |
| 2008–09             | «Олімпіакос»      | ЧГ   | 20    | 3     |
| 2009–10             | «Олімпіакос»      | ЧГ   | 15    | 2     |
| 2010–11             | «Реал Вальядолід» | СД   | 25    | 7     |
| 2010–12             | «Реал Вальядолід» | СД   | 0     | 0     |
| 'Усього за кар'єру' |                   |      | '270' | '40'  |

## Титули і досягнення
- Володар Суперкубка Іспанії з футболу (1):

«Реал Сарагоса»: 2004
- Чемпіон Греції (1):

«Олімпіакос»: 2008-2009
- Володар Кубка Греції (1):

«Олімпіакос»: 2008-2009